# Estación de Porte de Vanves
La estación de Porte de Vanves es una estación del metro de París situada al sur de la capital, en el XIV Distrito. Forma parte de la línea 13. Ofrece una conexión con la línea 3 del tranvía. 

## Historia
La estación fue inaugurada el 21 de enero de 1937. Formaba parte de la antigua línea 14, siendo uno de los terminales de la misma. El 9 de noviembre de 1976 pasó a integrarse en la actual línea 13. A finales de 2006, fue conectada con el renacido tranvía parisino.
La estación debe su nombre a un acceso situado en el Muro de Thiers, última fortificación construida alrededor de París para proteger la ciudad, conocido bajo el nombre de porte (puerta), de Vanves. 

## Descripción
La estación se compone de dos andenes laterales y dos vías.
En bóveda y de diseño absolutamente clásico está iluminada empleando estructuras circulares, en forma de cilindro, que recorren los andenes proyectando la luz tanto hacia arriba como hacia abajo. Finos cables metálicos dispuestos en uve sostienen a cierta distancia de la bóveda todo el conjunto.